# Rooetaneilanden
De Rooetaneilanden (Russisch: Острова Роутан; Ostrova Roetan) zijn twee eilanden voor de kust van het schiereiland Pevek in de Tsjaoenbaai van de Oost-Siberische Zee. Ze behoren bestuurlijk gezien tot het district Tsjaoenski van de Russische autonome okroeg Tsjoekotka. Ze worden gescheiden van het schiereiland met de stad Pevek door de tot 4,7 kilometer brede Straat Pevek en van het veel grotere eiland Ajon aan andere zijde van de baai door de ongeveer 22 kilometer brede Straat Sredni.
Het klimaat op de eilanden is streng met lange koude winters en koude zomers. De eilanden werden in de winter van 1932-33 voorzien van bakens voor de Noordelijke Zeeroute door bemanningsleden (mogelijk Goelaggevangenen) van de gedwongen overwinterende ijsbreker Fjodor Litke, die toen actief was voor de Dalstroj.
De Rooetaneilanden bestaan uit:
- Groot-Rooetan (Russisch: Большой Роутан; Bolsjoj Rooetan; 69° 45′ NB, 170° 8′ OL) is het noordelijke en verreweg het grootste eiland. Het meet 9,5 bij 4,5 kilometer en heeft een oppervlakte van ongeveer 30 km². Het eiland vormt het botanisch natuurmonument Rooetan. Het eiland vormt een vlak stuk boven zee uitstekend continentaal plat dat oploopt tot ongeveer 76 meter en bestaat uit eolisch leemzand en lichte leemgronden. Het eiland loopt langszaam op naar het oosten en zuidoosten toe, waar het steil afloopt naar zee en diverse kleine kloven vormt. De zuid- en zuidwestzijde is laag gelegen en bevat verschillende zandgebieden en moerassen, waarvan het water deels zilt en deels licht zout is. Het eiland is bedekt met toendra met vele thermokarstdepressies en meren. Het midden van het eiland is het sterkst opgeheven en meest verweerd. Als gevolg van de werking van thermokarst ontstonden hier vele depressies, valleien en heuvelruggen met op sommige plaatsen steppevormige elementen tussen de toendra. Aan noordoostzijde bevindt zich een hoog zeeterras. De meest voorkomende plantensoorten zijn (10% in 1984) Dryas punctata, rode bosbes, Rhododendron subarcticum (Ledum decumbens), Betula nana subsp. exilis, Salix pulchra, Cassiope tetragona, poolwilg (Salix polaris), Salix sphenophylla en Empetrum subholarcticum.[2] Op Groot-Rooetan bevinden zich twee vuurtorens aan zuidzijde (aan weerszijden van Kaap Prolivny), twee vuurtorens aan oostzijde en een aan het noordoostelijke uiteinde van de landtong Rooetan die zich uitstrekt vanaf het noordoostelijk eindpunt van het eiland.
- Klein-Rooetan (Russisch: Малый Роутан; Maly Rooetan; 69° 42′ NB, 170° 4′ OL ligt ten zuidoosten van Groot-Rooetan en heeft een lengte van 1,5 kilometer. Aan zuidwestzijde bevindt zich een vuurtoren.

]